# Hesperilla leucophaea
Hesperilla leucophaea är en fjärilsart som beskrevs av Couchman 1945. Hesperilla leucophaea ingår i släktet Hesperilla, i familjen tjockhuvuden. Inga underarter finns listade.